# Kirjat Arba

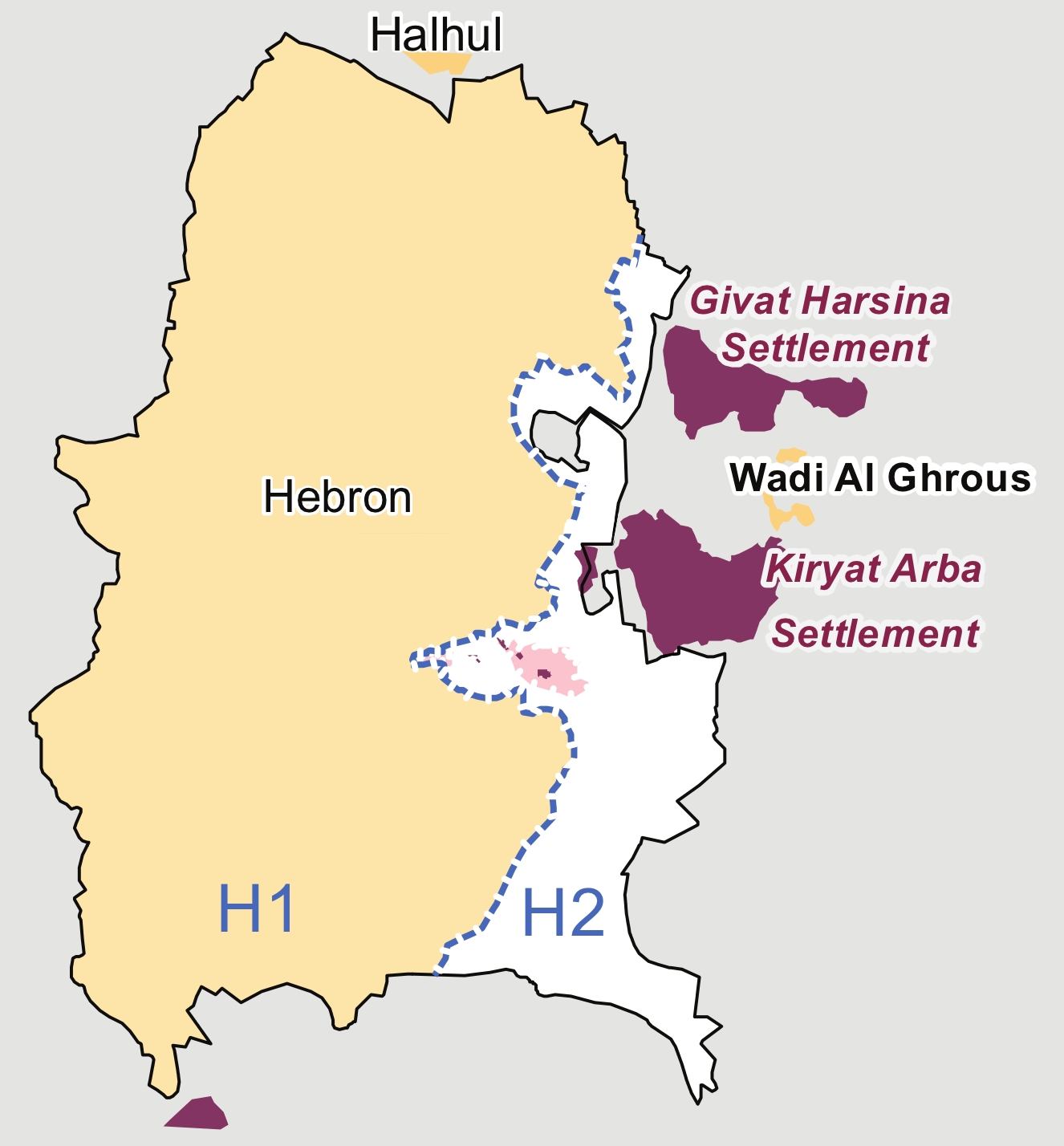
Israëlische nederzetting in Hebron, 21 september 2012. Volgens het Hebron-Protocol van 1997 is H1 onder controle van Palestina, H2 kwam onder voorlopige controle van Israël

Kirjat Arba (Hebreeuws: קריית ארבע, Arabisch: كريات أربع) is een religieus zionistische Israëlische nederzetting, in 1968 gesticht op de Westelijke Jordaanoever van Palestina aan de oostzijde van de Palestijnse stad Al Khalil (de Vriend) (Hebron), in de heuvels van het gelijknamige gouvernement. Het ligt op 1005 meter boven het zeeniveau.
In 1972 bestond de nederzetting uit 105 woningen. In augustus 2024 had de nederzetting 7550 inwoners.
De naam Kirjat Arba is ontleend aan een plek in het land Kanaän, die in de Thora genoemd wordt (Genesis 23:2).

## Status
De Verenigde Naties hebben de bouw van Israëlische nederzettingen in bezet gebied illegaal verklaard; Israël bestrijdt deze resolutie.

## Geschiedenis

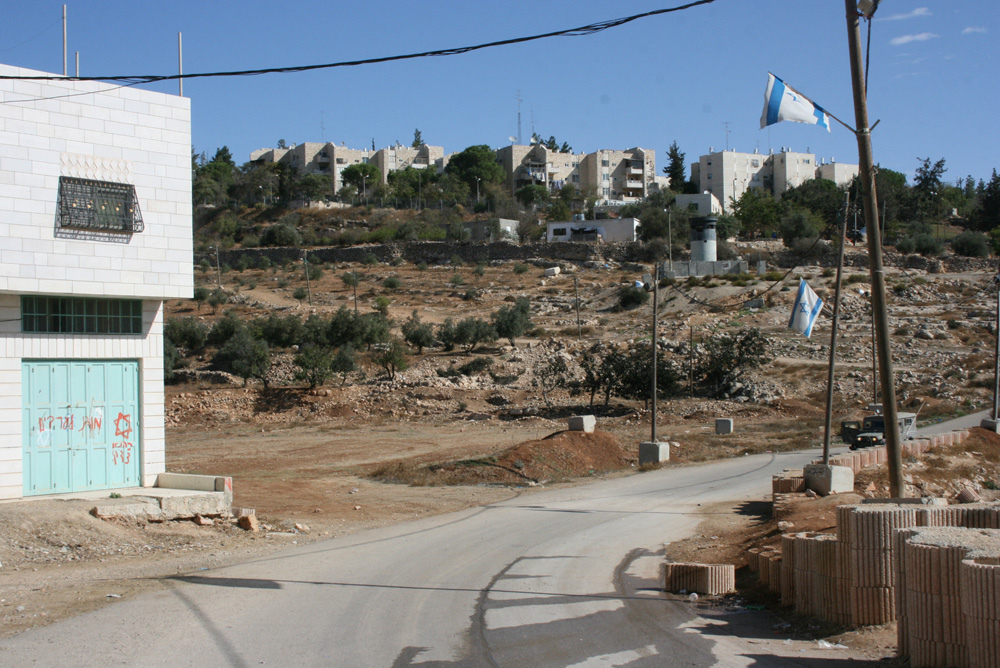
Weg naar Kiryat Arba; alleen voor kolonisten, Hebron, 2010

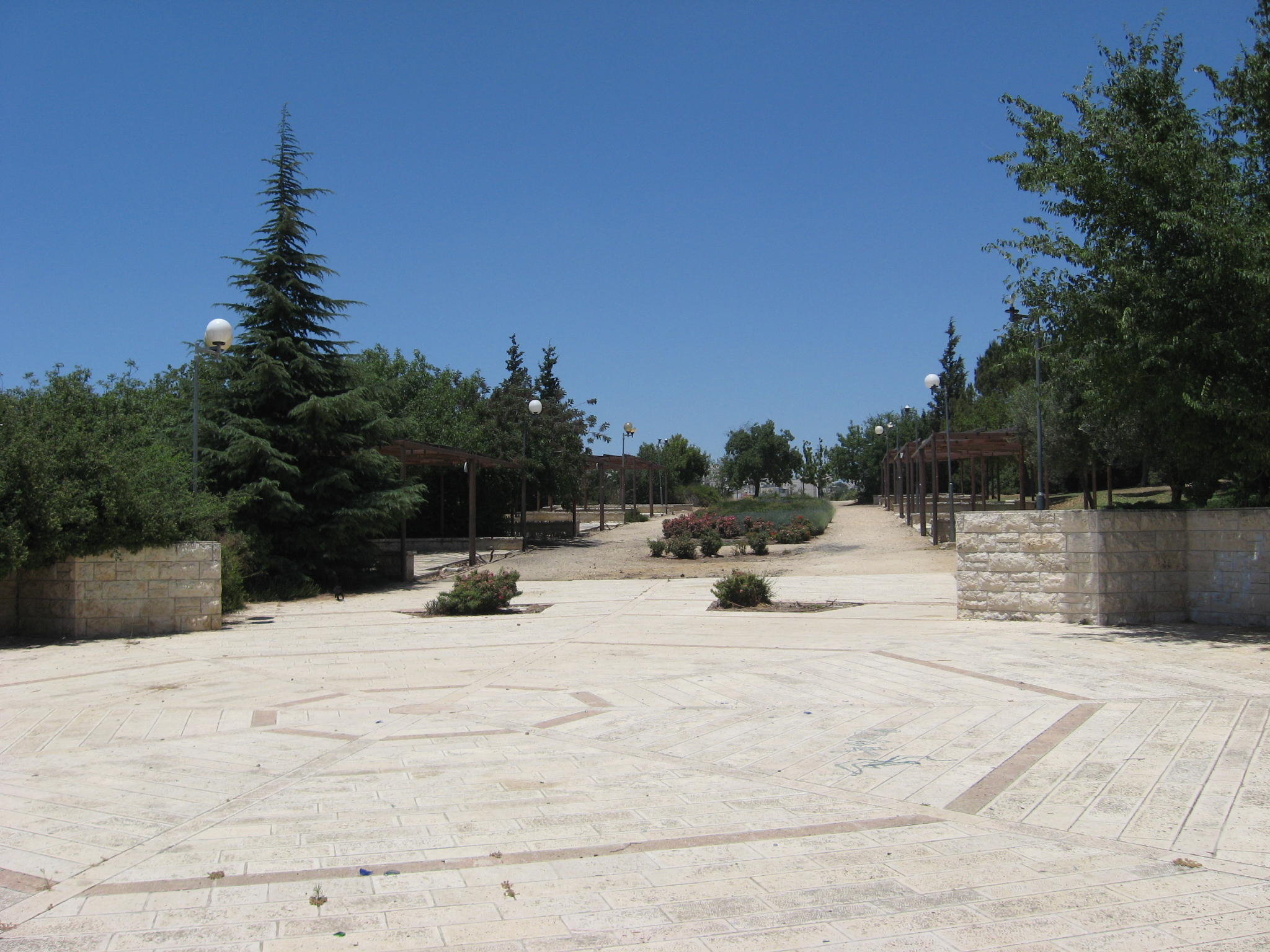
Kahane Park, met dichtbij het graf van Baruch Goldstein uit Kirjat Arba en lid van de Kach-organisatie die in 1994 een bloedbad in de moskee in Hebron had aangericht

Na het uitroepen van de staat Israël in Palestina in de daaropvolgende Arabisch-Israëlische Oorlog van 1948 bezette Jordanië het oostelijke deel van Palestina, de Westelijke Jordaanoever genoemd. In de tijd van 1948 tot 1963 was Levi Esjkol hoofd van de Zionistische Wereldorganisatie-Jewish Agency for Israel's Settlement Department en grotendeels verantwoordelijk voor het verwerven van fondsen voor de ontwikkeling van het land, voor massa-immigratie en voor de toerusting van het Israëlische leger (IDF). In 1963 volgde Esjkol David Ben Gurion op als premier. In 1967 werd met de Zesdaagse Oorlog de Westelijke Jordaanoever door Israël veroverd en bezet. Gedurende de periode 1967 en 1979 werden militaire bevelen gebruikt om land van Palestijnen te onteigenen, volgens Israël ten dienste van de veiligheid. Op basis van die argumentatie werd dit door het Israëlische Hooggerechtshof legaal verklaard.

## Stichting en ontwikkeling
In 1968 nam een groep religieus-zionistische joden onder leiding van rabbijn Moshe Levinger als 'toeristen' hun intrek in het Park Hotel in Hebron om daar Pesach te vieren; vervolgens registreerden ze zich daar en bleven er. Onder het premierschap van Levi Eshkol, met Moshe Dayan als Minister van Defensie, werd voor deze groep joden onder valse voorwendselen een nederzetting gebouwd: "op militair bevel" werd een terrein naast Hebron geconfisqueerd, zogenaamd "voor veiligheidsdoeleinden", met welk argument de Palestijnse burgemeester van Hebron werd misleid. Op dat terrein werden 250 'units' gebouwd, die zouden dienen voor militair gebruik van het Israëlische defensieleger. Deze units werden vervolgens vervangen door woningen, waarmee de nieuwe nederzetting Kirjat Arba werd gesticht.
In september 2003 had Kirjat Arba 6500 inwoners. In 2013 was het aantal 7166, waarvan de meerderheid zionistisch en/of joods is. Aan de 500 Joodse kolonisten in de stad Hebron verleent deze nederzetting municipale diensten.
In Kirjat Arba bevindt zich het graf van Baruch Goldstein, een joodse inwoner van Kirjat Arba die verantwoordelijk was voor - en gedood werd tijdens - het aanrichten van een Bloedbad in Hebron op 25 februari 1994 in de Ibrahimimoskee. Zijn graf is een pelgrimsplaats geworden voor extremistische religieus-zionistische Joden.